# Newfoundlandkolonin
Newfoundlandkolonin (engelska: Newfoundland Colony) var en engelsk, senare brittisk, besittning skapad 1610 i vad som senare kom att bli den kanadensiska provinsen Newfoundland och Labrador. Då hade det redan under några decennier förekommit brittiska bosättningar på ön, även om de först var säsongsbundna och inte permanenta.
Åren 1610-1728 fanns olika guvernörer på ön. John Guy var guvernör över bosättningen vid Cuper's Cove. Andra bosättningar var Bristol's Hope, Renews, New Cambriol, South Falkland och Avalon, som 1623 blev egen provins. Den första guvernören med makt över hela Newfoundland var Sir David Kirke 1638.
1783 blev Newfoundlandkolonin del av Brittiska Nordamerika. Philip Francis Little var Newfoundlands första premiärminister 1855–1858.
1907 blev Newfoundland dominion.

### Fotnoter
1. ↑  ”Newfoundland and Labrador” (på engelska). World Statesmen. http://www.worldstatesmen.org/Canada_Provinces_A-O.html#Newfoundland. Läst 9 november 2015.